# 南非副總統
南非副总统是南非的国家副元首（备位元首）和政府的第二领导人。他们是國民議會與内阁的成员。南非宪法要求副总统“协助总统执行政府职能”，并可以由总统指派擔任任何政府部門職位。当总统在国境外、无法履行职务或总统职位懸空时，副总统履行南非总统的职责。
根据临时宪法（1994年至1996年有效），南非有一个民族团结政府，其中最大的反对党的议会议员有权担任副总统。与姆贝基一起，前總統弗雷德里克·威廉·戴克拉克因為是新议会第二大党国民党的领导人而成為副总统。戴克拉克后来辞职，与他的政党成為反對派。一個自愿成立的联合政府在1996年通過新宪法後继续存在，但是没有反对派政治人物獲任命為副总统。
副总统的官方住所是比勒陀利亚的奥利弗坦博之家、开普敦的海斯泰德以及德班的Dr John L Dube House。

## 任期的開始和終結
法律未有规定副总统的任期。副总统的任期由总统从国会议员中任命并按照规定宣誓後开始。
副总统的任期以四种宪法机制之一结束：总统解职，国民议会通過對总统的不信任動議，国民议会通過對总统以外的官員的不信任動議，或新当选的总统就任。据推测，辞职声明也足以结束副总统的任期。

## 南非副總統列表（1994年至今）
政黨
  國民黨

  非洲人國民大會
| 任次 | 名稱 （出生－逝世）                         | 圖片 | 任職日期      | 離職日期                   | 總統            | 政黨           |
| ---- | ------------------------------------------- | ---- | ------------- | -------------------------- | --------------- | -------------- |
| =1   | 弗雷德里克·威廉·德克勒克 （1936年－2021年） |      | 1994年5月10日 | 1996年6月30日 （辭職）     | 納爾遜·曼德拉   | 國民黨         |
| =1   | 塔博·姆貝基 （1942年－）                    |      | 1994年5月10日 | 1999年6月16日 （成為總統） | 納爾遜·曼德拉   | 非洲人國民大會 |
| 3    | 雅各布·祖瑪 （1942年－）                    |      | 1999年6月16日 | 2005年6月14日 （辭職）     | 塔博·姆貝基     | 非洲人國民大會 |
| 4    | 普希莉·姆蘭博-庫卡 （1955年－）             |      | 2005年6月14日 | 2008年9月23日 （辭職）     | 塔博·姆貝基     | 非洲人國民大會 |
| 5    | 巴萊卡·姆貝特 （1949年－）                  |      | 2008年9月25日 | 2009年5月9日               | 卡萊馬·莫特蘭蒂 | 非洲人國民大會 |
| 6    | 卡萊馬·莫特蘭蒂 （1949年－）                |      | 2009年5月9日  | 2014年5月26日              | 雅各布·祖瑪     | 非洲人國民大會 |
| 7    | 西里爾·拉馬福薩 （1952年－）                |      | 2014年5月26日 | 2018年2月15日 （成為總統） | 雅各布·祖瑪     | 非洲人國民大會 |
| 8    | 戴維·馬比薩 （1960年－2025年）              |      | 2018年2月27日 | 2023年2月28日              | 西里爾·拉馬福薩 | 非洲人國民大會 |
| 9    | 保羅·馬沙蒂萊 （1961年－）                  |      | 2023年3月7日  | 現任                       | 西里爾·拉馬福薩 | 非洲人國民大會 |